# 顺贵人
顺贵人（1748年1月3日—1790年9月9日），钮祜禄氏，滿洲鑲黃旗人，總督愛必達之女，清初四大輔政大臣遏必隆曾孫女。乾隆帝之贵人。

## 生平
乾隆十二年十一月二十五日出生，有一妹名為希光，後為滿洲著名烈婦。鈕祜祿氏的父親愛必達是遏必隆的孫子，音德（一譯尹德）的兒子。愛必達曾於乾隆二十六年（1761年）任四月任湖廣總督，並先後擔任河道總督、浙江巡撫、貴州巡撫等，並寫有著名的《黔南志略》一書。她的伯父策楞、叔父訥親都是乾隆名臣，姑祖母是康熙帝的第二任皇后孝昭仁皇后。
乾隆三十一年（1766年）六月二十六日，時年十八歲的钮祜禄氏經外八旗选秀入宫。初封常貴人。乾隆三十三年（1768年），常貴人晋为順嬪。
乾隆四十一年（1776年），詔晉順妃，據《清宮醫案研究》一書記載，順妃曾於乾隆四十一年懷孕，但最後流產。未知鈕祜祿氏晉封为妃是否與其懷孕有關。乾隆四十二年因崇慶皇太后喪，未舉行冊封禮。
乾隆四十四年二月初一日，乾隆帝讓太監常寧傳旨：「養心殿順妃住處給惇嬪，惇嬪住處給順妃。明常在住順妃次間。圓明園容妃住處給惇嬪住，惇嬪住處給容妃。順妃帶明常在住永壽宮」，十月初八日鈕祜祿氏與誠嬪、循嬪一齊補行冊封禮。
乾隆五十二年十一月二十五日，順妃四十千秋慶典時，賞賜之物另加銀元寶九個，但乾隆帝下命照尋常千秋例辦理，不予其銀元寶九個。
乾隆五十三年（1788年）正月初九日，總管太監王承義傳旨：「將順妃降為嬪，其妃份冊、印撤出，交內務府大臣」。鈕祜祿氏便降為順嬪，正月二十五日總管太監王承義傳旨：「將順嬪降為貴人，其嬪份金冊撤出，交內務府大臣」。鈕祜祿氏便降為順貴人，原因不明。
乾隆五十五年七月末，順貴人病逝；八月初二日寅时釆棺移送静安庄殡宫；八月初六日举行初祭礼；八月十一日舉行大祭礼。乾隆五十六年十二月十二日，顺贵人彩棺移送东陵；十二月十七日，因顺贵人彩棺将于次日入葬而行致祭礼；十二月十八日，顺贵人彩棺正式入葬裕陵妃园寝。

## 影视作品
- 電視劇

| 年份 | 劇名     | 演員   | 剧中姓名    | 劇中稱謂    | 註解                               |
| 2018 | 延禧攻略 | 張嘉倪 | 鈕祜祿·沉璧 | 常貴人→順嬪 | 劇中把容妃和卓氏與順貴人結合為一人 |